# Xaver Schwegler

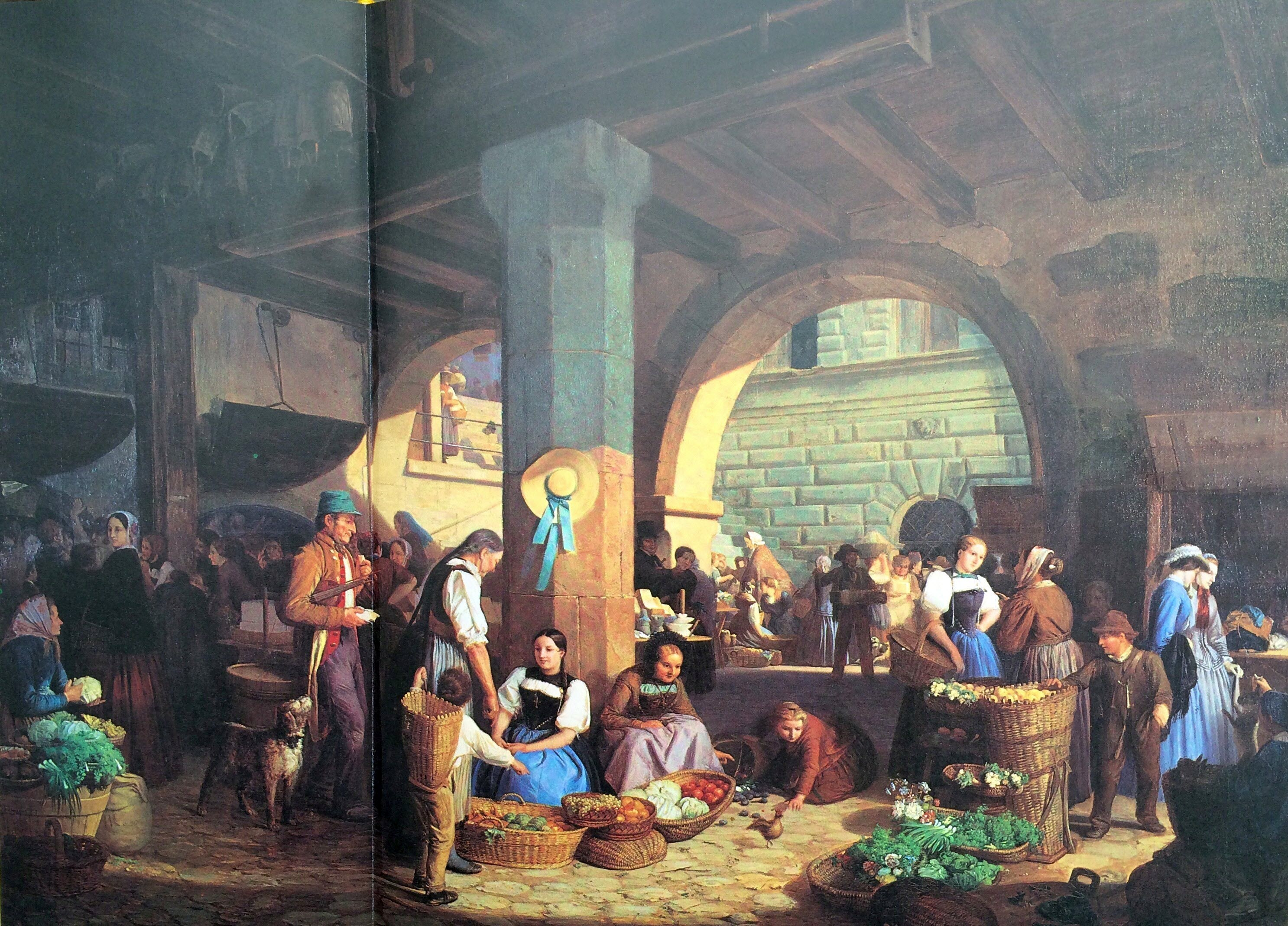
Markt unter der Egg

Xaver Schwegler (* 3. Dezember 1832 in Luzern; † 16. Januar 1902 ebenda) war ein Schweizer Maler und Lithograf.

## Biografie
Xaver Schwegler, Sohn des Malers Jakob Schwegler (1793–1866), hatte ersten Malunterricht im Atelier seines Vaters, der Professor an der Kantons-Zeichenschule war. Er studierte ab dem 1. Dezember 1851 an der Königlichen Akademie der Künste in München, nach acht Monaten brach er das Studium ab. Er kehrte nach Luzern zurück und wurde als Genre- und Landschaftsmaler tätig.
Ab 1858 studierte Schwegler in Paris neun Monate lang Aktmalerei im Atelier von Charles Gleyre und besuchte die École des Beaux-Arts. 1860 gründete er zusammen mit seinem Vater und seinem Bruder Josef die «Lithographische Anstalt Schwegler & Söhne». Nach dem Tode seines Vaters 1866 ersetzte er ihn bis 1869 als Lehrer in der Luzerner Zeichenschule. Er war Mitglied der Kunstgesellschaft Luzern. Neben den grossformatigen Bildern malte er Miniaturen auf Elfenbein, schuf auch Lithografien.